# Vera Leth
Vera Arnatsiaq Leth (geb. Jensen; * 4. Juli 1958 in Qullissat) ist eine grönländische Juristin.

## Leben
Vera Leth ist die jüngste Tochter von Jørgen Eli Andreas Fredrik Jensen (1920–2005) und Magdalene Vilhelmine Birgitte Bolette Olsen (1921–1988). Am 15. Januar 1983 heiratete sie den dänischen Ökonomen Henrik Leth (* 1961).
Sie ging u. a. in Aasiaat und Helsingør zur Schule. Nach dem Gymnasialabschluss war sie Hilfslehrerin in Ilulissat und beschloss Lehrerin zu werden. 1979 begann sie an Grønlands Seminarium, wobei ihr die gewünschte Fächerkombination, Grönländisch und Englisch, abgelehnt wurde, da man meinte, dass sie nicht genügend Grönländischunterricht gehabt habe. 1981 brach sie die Lehrerausbildung ab und begann ein Jurastudium an der Universität Kopenhagen. 1988 schloss sie das Studium ab und begann, als Anwaltsbevollmächtigte in Nuuk zu arbeiten. 1991 begann sie, als Bevollmächtigte bei der Regierung zu arbeiten. Im Oktober 1996 bot man ihr an, als Nachfolgerin von Emil Abelsen Ombudsfrau des Inatsisartut zu werden, zu der sie im Februar 1997 ernannt wurde. Am 1. August 2023 ging sie in Rente und wurde von Gedion Jeremiassen abgelöst.
Am 22. Juni 2018 erhielt sie den Nersornaat in Gold.